# 秋田県道108号川連増田平鹿線
秋田県道108号川連増田平鹿線（あきたけんどう108ごう かわつらますだひらかせん）は、秋田県湯沢市から横手市に至る一般県道である。

## 概要
国道398号の南方面から交点を直進して湯沢市から横手市に入る。成瀬川橋を渡った直後に右折してすぐ左折し、横手市増田地域の市街地の中心を北上する。JR東日本 奥羽本線を交差して終点の国道13号交点に至る。

### 路線データ
- 総延長 : 10.969 km[2]
- 実延長 : 10.952 km[2]
- 起点 : 秋田県湯沢市川連町字野村11番1（野村交差点、国道398号交点）[3]北緯39度9分10.5秒 東経140度34分7.0秒
- 終点 : 秋田県横手市平鹿町醍醐字街道上74番7（石成交差点、国道13号交点）[3]北緯39度14分36.3秒 東経140度31分55.5秒
- 未供用区間 : なし[2]

## 歴史
- 1965年（昭和40年）9月11日 - 秋田県道に認定される[3]。

## 路線状況

### 冬期閉鎖区間
- なし[4]

### 交通不能区間
- なし[5]

### 道路施設
- 成瀬川橋（横手市増田町三又 - 横手市増田町増田）

## 地理

### 通過する自治体
- 湯沢市 - 横手市

### 交差する道路
| 施設名         | 接続路線名 | 備考 | 所在地                                                  |
| -------------- | ---------- | ---- | ------------------------------------------------------- |
| 野村交差点     | 国道398号  | 起点 | 湯沢市川連町字野村                                      |
| 四ツ谷角交差点 | 国道342号  |      | 横手市増田町増田北緯39度12分4.23秒 東経140度32分46.62秒 |
| 石成交差点     | 国道13号   | 終点 | 横手市平鹿町醍醐                                        |

### 沿線の施設
- 駒形郵便局
- こまち農業協同組合駒形支店
- 横手市役所増田地域局（国道342号経由）